# Contea di Alger
La contea di Alger, in inglese Alger County, è una contea dello Stato del Michigan, negli Stati Uniti. La popolazione al censimento del 2000 era di 9 862 abitanti. Il capoluogo di contea è Munising.

## Contee e distretti confinanti
- Distretto di Thunder Bay (Ontario, Canada) - nord
- Contea di Luce - est
- Contea di Schoolcraft - sud-est
- Contea di Delta - sud
- Contea di Marquette - ovest
- Contea di Keweenaw - nord-ovest

## Comuni

### City
- Munising (capoluogo)

### Village
- Chatham